# Selección femenina de rugby de Canadá
La selección femenina de rugby de Canadá es el equipo nacional que representa Rugby Canadá (RC). 
Participa cada cuatro años en la Copa Mundial Femenina de Rugby y anualmente en la Pacific Four Series.

## Síntesis
El equipo canadiense ha tenido buenos resultados en las Copas Mundiales donde se ha ubicado siempre entre las 6 mejores posiciones. En el último torneo, Francia 2014, las Canucks lograron su mejor rendimiento, cuando llegaron a la final y fueron vencidas por las inglesas por 21 - 9.
También ha competido en torneos menores desde la década de los 90 y en las que enfrenta habitualmente a Estados Unidos, Inglaterra y Nueva Zelanda.
Desde 2021 se incorporó en la Pacific Four Series enfrentando a los seleccionados de Australia, Estados Unidos y Nueva Zelanda.

## Palmarés
- Pacific Four Series (2): 2021, 2024.
- Nations Cup (1): 2013.
- Super Series (1): 2016.

## Participación en copas
| - Gales 1991: 5º puesto - Escocia 1994: 6º puesto - Países Bajos 1998: 4º puesto - España 2002: 4º puesto - Canadá 2006: 4º puesto - Inglaterra 2010: 6º puesto - Francia 2014: 2º puesto - Irlanda 2017: 5º puesto - Nueva Zelanda 2021: 4º puesto - Inglaterra 2025: clasificado - WXV 1 2023: 2º puesto - WXV 1 2024: 3º puesto - Pacific Four Series 2021: Campeón invicto - Pacific Four Series 2022: 2º puesto - Pacific Four Series 2023: 2º puesto - Pacific Four Series 2024: Campeón invicto - Pacific Four Series 2025: 2º puesto - Churchill Cup 2003: 2º puesto - Churchill Cup 2004: 4º puesto (último) | - Canada Cup 1993: 3º puesto - Canada Cup 1996: 3º puesto - Canada Cup 2000: 4º puesto (último) - Canada Cup 2005: 2º puesto - Nations Cup 2008: 2º puesto - Nations Cup 2009: 4º puesto - Nations Cup 2011: 2º puesto - Nations Cup 2013: Campeón - Super Series 2015: 4º puesto (último) - Super Series 2016: Campeón invicto - Super Series 2017: 3º puesto - Super Series 2019: 4º puesto |